# Живинка в деле
«Живинка в деле» — сказ Павла Бажова из его сборника «Малахитовая шкатулка».
Первая публикация в газетах: «Красный боец» от 17 октября 1943 года; «Уральский рабочий» от 27 октября 1943 года; «Правда» от 21 ноября 1943; «Труд» от 21 ноября 1943 года. Сказ был переведен на английский язык Эвой Мэннинг (Eve Manning) в 1950-х годах.
Публиковался в СССР как в сборнике сказов, так и отдельной книгой.

## Сюжет
Главный герой сказа — Тимоха Малоручко, работавший на одном из уральских заводов.
Тимоха был сильным мужчиной, которого сторонились самые смелые бойцы, хотя драчливым человеком он не был. Однажды он задумал изучить и своей рукой опробовать всякое местное мастерство: лесоповал, сплав, старатель, рудобой, углежог. После этого освоить дело пахаря, охотника и рыбака, а пожилым годам заняться обработкой камней-минералов. Хотя старики его предупреждали, что невозможно заниматься всем на свете.
Через некоторое время Тимоха женился, народил с женой много детишек, величать его стали Тимофей Иванович, а от своих молодых намерений никак отказаться не желал, несмотря на подшучивание окружающих. Когда дело дошло до занятия жжением угля — здесь ценным советчиком ему стал дед Нефёд, передавший Тимохе свой опыт. Тимофей Иванович остался углежогом, и придумал себе прозвище — Малоручко, приговаривая: «Никак, — говорит, — не могу в своем деле живинку поймать. Шустрая она у нас. Руки, понимаешь, малы.» А после смерти дела Нефёда Тимоха Малоручко первым углежогом стал — лучший мастер в своем деле был.
По словам самого П. П. Бажова:

«Живинка во всяком деле есть, впереди мастерства бежит и человека за собой тянет».

В 1948 году книга «Живинка в деле» была проиллюстрирована советским художником Владимиром Роскиным.